# Arne Sande
Arne Sande (18. marts 1905 i Moss, Norge – 31. marts 1985 i København) var en dansk bokser i letvægt og weltervægt.

## Amatørkarriere
Som amatør boksede Arne Sande for IF Sparta. Han vandt det danske amatørmesterskab i letvægt i 1925, og blev samme år udtaget til deltagelse ved europamesterskaberne i Stockholm, hvor han vandt bronze. Han vandt herefter DM i 1926 og 1927 og deltog i 1927 igen i EM, hvor han vandt sølv.
Året efter i 1928 vandt han atter et dansk mesterskab, denne gang i weltervægt og stillede samme år op ved Sommer-OL 1928 i Amsterdam, men røg ud i indledende runde til P.J. Lenehan fra Irland. Han vandt igen DM i weltervægt i 1930.

## Professionel karriere
Efter to EM-medaljer og 5 danske mesterskaber blev professionel. Han boksede et par kampe i Forum i efteråret 1930 og besejrede besejrede svensk-canadieren Eric Mangelin på point ved et stævne 2. juledag 1930 i Stockholm. Næste kamp blev bokset i København, hvor Sande tabte til den tidligere tyske mester i letvægt Paul Czirson på point. Arne Sande opnåede herefter en skuffende uafgjort med franskmanden André Reby, der forinden havde tabt syv af sine otte kampe. Arne Sande opgav herefter karrieren.